# Rezerwat przyrody Okólny Ług
Rezerwat przyrody Okólny Ług – torfowiskowy rezerwat przyrody, utworzony w roku 2001, położony na terenie Kozienickiego Parku Krajobrazowego i jego otuliny, częściowy o powierzchni 168,94 ha. Znajduje się 2 km na zachód od wsi Wilczowola leżącej przy drodze . Jest zlokalizowany na terenie gmin Policzna i Pionki. Posiada otulinę o powierzchni 130,4825 ha.
Rezerwat został utworzony dla zachowania siedlisk o charakterze torfowiska przejściowego z charakterystycznymi dla tego typu siedlisk roślinami. Szczególnie dużo jest tu torfowców oraz gatunków rzadkich i chronionych, m.in. rosiczka, bagno zwyczajne, żurawina błotna, liczne gatunki turzyc. Ze świata zwierzęcego spotkać tu można podlegającego ścisłej ochronie żółwia błotnego, a także żurawia, rycyka, krwawodzioba, bąka, bączka, cyrankę, bociana czarnego oraz zaskrońca i żmiję zygzakowatą. Występuje tu również około 30 gatunków ważek oraz 40 gatunków motyli, m.in. paź królowej, modraszek bagniczek i strzępotek soplaczek.
Rezerwat nie posiada planu ochrony, obowiązują w nim jednak zadania ochronne, na mocy których obszar rezerwatu podlega ochronie czynnej.
Przy wschodniej granicy rezerwatu znajduje się wieś Antoniówka, spalona w znacznym stopniu w 1944 r. przez wojska hitlerowskie, w odwet za akcję partyzancką oddziału BCh Józefa Abramczyka „Tomasza”. We wsi znajduje się głaz upamiętniający pacyfikację.